# Pseudo-Boaventura

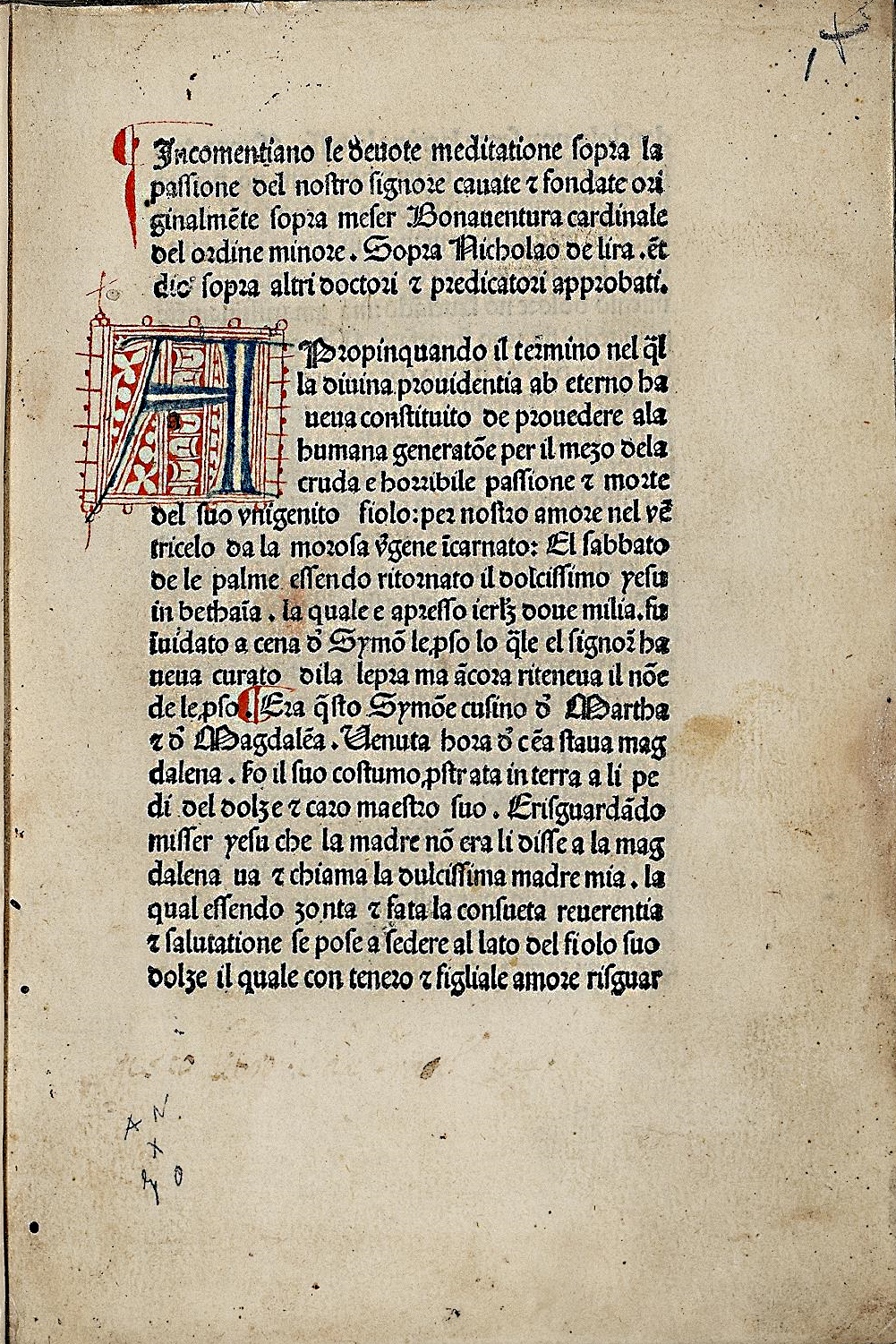
Meditationes vitae Christi (Giovanni de Cauli?), ca. 1478

Pseudo-Boaventura é o nome dado ao conjunto de autores de diversas obras medievais de teor devocional que por muito se acreditou serem de autoria de Boaventura como se ele "fosse o nome de um certo tipo de texto e não uma afirmação de autoria". Como é claro que diversos autores estiveram envolvidos, o termo "pseudo-boaventurano" também é utilizado. Muitas obras atualmente tem um autor reconhecido de forma geral, mas o mais famoso texto do tipo, chamado "Meditationes Vitae Christi", permanece sendo creditado a Pseudo-Boaventura.

## Obras
Além das "Meditationes", são conhecidas as seguintes obras de Pseudo-Boaventura:
- "Biblia pauperum" ("Bíblia dos Pobres" – um título dado já no século XX), uma curta versão tipológica da Bíblia extremamente popular e geralmente apresentado em edições ilustradas. Há diversas versões do texto, sendo a original provavelmente criada pelo dominicano Nicolau de Hanapis.
- "Speculum Beatæ Mariæ Virginis", escrito por Conrado da Saxônia
- "Speculum Disciplinæ, "Epistola ad Quendam Novitium" e "Centiloquium", todos provavelmente escritos pelo secretário de Boaventura, Bernardo de Besse
- "Lenda de Santa Clara", uma hagiografia de Santa Clara de Assis
- "Theologia Mystica", provavelmente escrita por Henry Balme.
- "Philomena", um poema atualmente atribuído a João Peckham, arcebispo de Cantuária entre 1279 e 1292.